# Banda cittadina
L'espressione banda cittadina, spesso usata anche nella versione inglese citizen's band, sigla CB, identifica una banda di frequenze radio attorno ai 27 MHz, corrispondente a 11 metri di lunghezza d'onda. È destinata all'uso privato collettivo ed è attualmente utilizzata da autotrasportatori, radioamatori, fuoristradisti, camperisti, pescatori e semplici appassionati.

## Storia
La citizen's band nacque negli Stati Uniti come uno dei vari servizi radio regolamentati dopo il 1945 dalla Federal Communications Commission (FCC) per consentire ai cittadini di utilizzare una banda di frequenze radio per la comunicazione personale (ad esempio i modellini radiocomandati, le chiacchiere fra parenti ed amici, le piccole imprese).
Originariamente la CB era stata permessa nel segmento 460-470 MHz della banda UHF e indicata come servizi A e B della banda cittadina. Viste le difficoltà tecniche nel produrre negli anni cinquanta un ricetrasmettitore UHF economico, l'11 settembre 1958 venne destinata una porzione di banda centrata attorno ai 27 MHz al servizio CB di tipo "D": quello che sarebbe stato poi conosciuto universalmente come "CB".
Le frequenze vennero recuperate riassegnando quelle destinate ai radiocomandi e l'adiacente banda radioamatoriale degli 11 metri (che era compresa tra 26,96 e 27,23 MHz), poco utilizzata dai radioamatori. La banda venne quindi suddivisa in 26 canali, cinque dei quali vennero utilizzati per i radiocomandi, e aggiungendo un ulteriore canale, il 23, centrato a 27,255 MHz.
Anche in Italia nella seconda metà degli anni sessanta la CB ebbe il suo momento di grande successo dovuto all'importazione di apparecchi a transistor provenienti dagli Stati Uniti. Nonostante l'uso ne fosse vietato e perseguibile, grazie alla libera commercializzazione la loro diffusione fu rapidissima.
Visto l'enorme successo del fenomeno, altri Stati successivamente permisero l'utilizzo di sistemi simili sia per le frequenze usate che per gli apparati utilizzabili nonché per il tipo di regolamentazione, come per esempio il General Radio Service in Canada.
Nei paesi dell'Est europeo, come ad esempio la Polonia, le frequenze dei canali sono spostate 5 kHz più in basso rispetto a quelle USA, mentre nel Regno Unito si dovette attendere il 1981 per avere allocati 40 canali, ma con frequenze comprese tra 27,60125 e 27,99125 MHz e il tipo di emissione utilizzato era la FM (modulazione di frequenza).
In Italia, la regolamentazione del diritto a irradiare le proprie trasmissioni sulla banda CB è stata ufficializzata nel 1973 con l'utilizzo di 23 canali, che vennero portati prima a 34 canali e poi a 40.
Lo sviluppo e la richiesta di canali per scopi specifici, i cosiddetti punti 1/2/3/4 e 7 dell'art. 334, portò poi negli anni novanta ad assegnare ulteriori frequenze per questo uso attorno ai 43 MHz.
Queste nuove frequenze non ebbero grande successo, sia perché rendevano necessario utilizzare nuovi apparati e nuove antenne, non utilizzabili con i CB sui 27 MHz, sia perché alla fine degli anni novanta lo sviluppo della telefonia cellulare rese molto meno popolare l'uso della CB, specie per scopi "specifici". Inoltre per utilizzo professionale e a corto raggio, PMR 446 e LPD, sono più piccoli e maneggevoli rispetto ad un portatile per i 27 o 43 MHz, non soffrono di disturbi dovuti alla propagazione ionosferica, alle interferenze elettromagnetiche di vario genere, hanno un consumo inferiore e sono comunque più adatti per la maggiore portata in "linea retta" e tra le vie dei centri urbani.
In diversi casi le associazioni di protezione civile hanno sostituito o affiancato apparati CB con apparati per uso civile (PMR).
Anche l'utilizzo a scopo generico della banda cittadina si è di molto ridotto alla fine degli anni novanta, e le frequenze un tempo piene di segnali sono spesso vuote. Gli autotrasportatori utilizzano ancora frequentemente la CB.

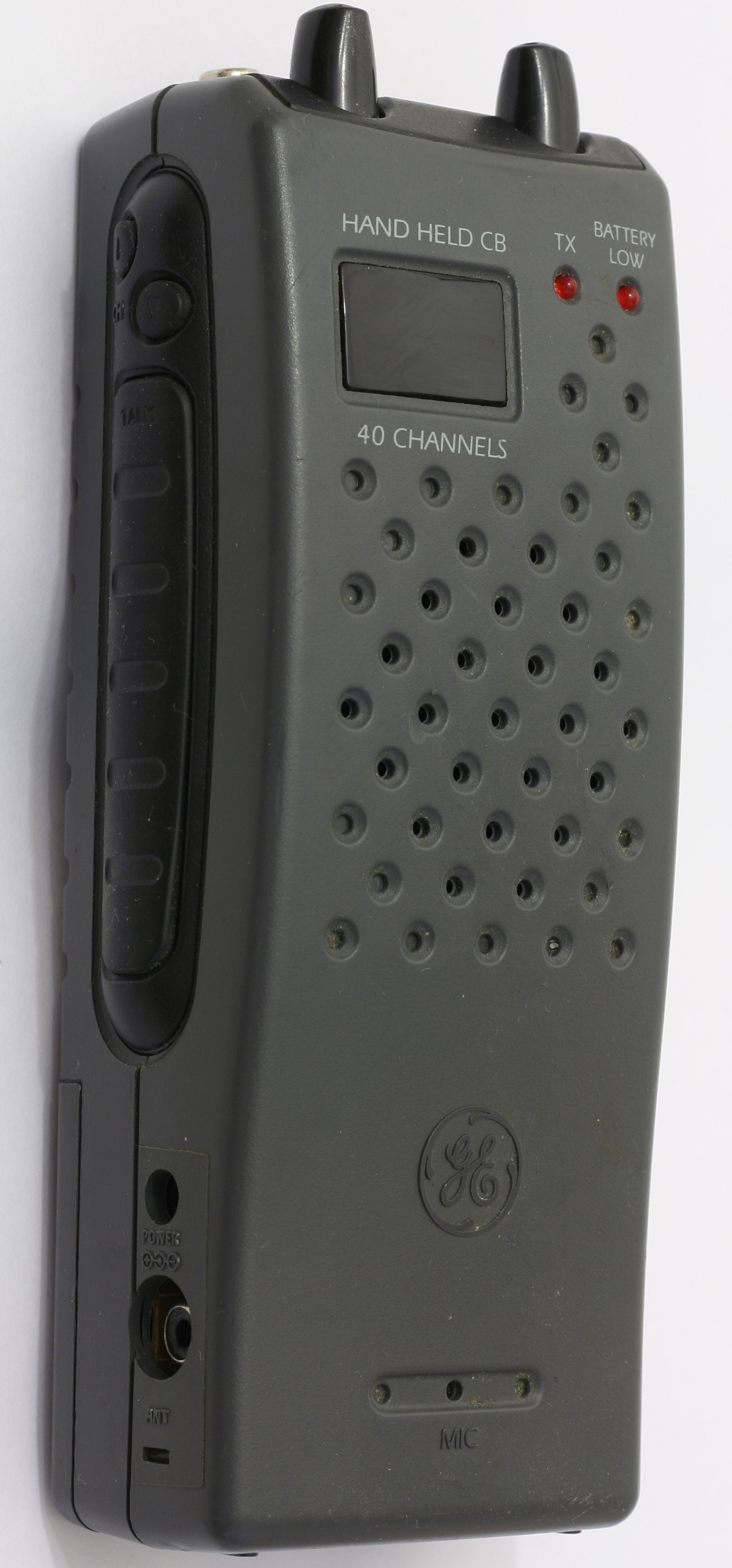
Ricetrasmettitore CB portatile ("mattoncino")

Per trasmettere sulla banda CB in Italia fino a luglio 2020 occorreva inviare una denuncia di inizio attività al Ministero delle comunicazioni (successivamente diventato Dipartimento delle comunicazioni del Ministero dello sviluppo economico) e pagare una quota annua (di 12 euro nel 2014), che è indipendente dal numero di apparecchi posseduti (articoli 105 e 145 del Codice delle comunicazioni, decreto legislativo 259 del 01/08/2003). L'autorizzazione era valida 10 anni, sempre che si pagasse il contributo previsto annualmente, diversamente il mancato pagamento anche per una sola annualità (entro il 31 gennaio di ogni anno) comportava la decadenza dell'autorizzazione. Alla scadenza dei 10 anni si doveva ripresentare la denuncia d'inizio attività. Non c'era obbligo di inviare comunicazione di eventuale cessazione anticipata, come invece è previsto per i Professional Mobile Radio (per i quali si applicano le norme degli articoli 104 e 107 del citato decreto e vanno indicate le quantità, le marche ed i modelli degli apparati che si posseggono).
A partire dal 16 luglio 2020 grazie al decreto semplificazioni non sono più necessari nessuna autorizzazione o pagamento di alcuna tassa annuale.
L'uso degli apparati radio CB, così come quello dei sistemi di comunicazione deregolamentati (ad es. PMR 446, LPD), differisce da quello di apparati radioamatoriali, che è invece subordinato al superamento di un esame ministeriale scritto da parte del futuro operatore, nonché da altri numerosi obblighi, conoscenze e "approcci" nel comunicare. L'uso delle comunicazioni via radio subisce oggi la concorrenza degli strumenti forniti dal Web, ma ancora oggi la comunicazione "via etere" può costituire un'alternativa preziosa e insostituibile soprattutto in caso di calamità naturali. In questi casi, soprattutto l'apporto di chi opera su bande radioamatoriali, può diventare prezioso.

## Caratteristiche tecniche
I tipi di modulazione ammessi sono AM, FM e SSB. La potenza massima concessa è di 5 watt per AM ed FM, mentre è di 12 watt di picco per la SSB. La portata degli apparati, se si usano con antenne mobili è di circa 5–10 km e può diminuire in presenza di ostacoli. In caso di trasmissione da una postazione fissa (nel gergo CB "barra fissa") la distanza aumenta considerevolmente (20–60 km).
In particolari condizioni di propagazione, soprattutto utilizzando antenne ad alto guadagno, è possibile tuttavia effettuare collegamenti a distanze molto maggiori, arrivando talvolta a collegamenti intercontinentali.

### Canalizzazione

#### Apparati a 40 canali
Le radio CB omologate a 40 canali possono utilizzare un massimo di 40 frequenze fisse (canali)
comprese tra 26,965 e 27,405 MHz, secondo lo schema seguente:
| Canale | Frequenza  | Canalizzazione | Uso convenzionale                                                                                     |
| ------ | ---------- | -------------- | --- |
| 1      | 26,965 MHz | 10 kHz         | AM / FM / SSB ⇒ Canale di Chiamata in QRP (< 4 W) (Europa)                                            |
| 2      | 26,975 MHz | 10 kHz         | AM / FM / SSB ⇒ RRP - Rete Radio Prepper (Italia) FM ⇒ Roulotte, Camping Car                          |
| 3      | 26,985 MHz | 10 kHz         | AM ⇒ Prepping / Sopravvivenza (Primario - Internazionale)                                             |
| 4      | 27,005 MHz | 10 kHz         | |
| 5      | 27,015 MHz | 10 kHz         | AM ⇒ Autotrasportatori, Camionisti FM ⇒ Scouts                                                        |
| 6      | 27,025 MHz | 10 kHz         | |
| 7      | 27,035 MHz | 10 kHz         | |
| 8      | 27,055 MHz | 10 kHz         | |
| 9      | 27,065 MHz | 10 kHz         | FM ⇒ Sicurezza ed Emergenza (Internazionale)                                                          |
| 10     | 27,075 MHz | 10 kHz         | |
| 11     | 27,085 MHz | 10 kHz         | AM ⇒ Chiamata/Monitor Portatili Vintage (Europa)                                                      |
| 12     | 27,105 MHz | 10 kHz         | |
| 13     | 27,115 MHz | 10 kHz         | |
| 14     | 27,125 MHz | 10 kHz         | |
| 15     | 27,135 MHz | 10 kHz         | FM ⇒ Camperisti (Italia)                                                                              |
| 16     | 27,155 MHz | 10 kHz         | FM ⇒ 4x4 Fuoristradisti AM / FM / SSB ⇒ CBM - CB Montano (Italia) AM = Gruppo CB/PMR Toscana (Italia) |
| 17     | 27,165 MHz | 10 kHz         | |
| 18     | 27,175 MHz | 10 kHz         | |
| 19     | 27,185 MHz | 10 kHz         | AM / FM ⇒ Chiamata Generale (Europa)                                                                  |
| 20     | 27,205 MHz | 10 kHz         | |
| 21     | 27,215 MHz | 10 kHz         | |
| 22     | 27,225 MHz | 10 kHz         | |
| 23     | 27,255 MHz | 10 kHz         | |
| 24     | 27,235 MHz | 10 kHz         | |
| 25     | 27,245 MHz | 10 kHz         | |
| 26     | 27,265 MHz | 10 kHz         | |
| 27     | 27,275 MHz | 10 kHz         | ALL MODE = Frequenza Monitor MHZ.Life                                                                 |
| 28     | 27,285 MHz | 10 kHz         | |
| 29     | 27,295 MHz | 10 kHz         | |
| 30     | 27,305 MHz | 10 kHz         | |
| 31     | 27,315 MHz | 10 kHz         | FM ⇒ Canale di Chiamata (Europa)                                                                      |
| 32     | 27,325 MHz | 10 kHz         | |
| 33     | 27,335 MHz | 10 kHz         | |
| 34     | 27,345 MHz | 10 kHz         | |
| 35     | 27,355 MHz | 10 kHz         | |
| 36     | 27,365 MHz | 10 kHz         | |
| 37     | 27,375 MHz | 10 kHz         | USB ⇒ Prepping / Sopravvivenza (Internazionale)                                                       |
| 38     | 27,385 MHz | 10 kHz         | |
| 39     | 27,395 MHz | 10 kHz         | |
| 40     | 27,405 MHz | 10 kHz         | |

Come si vede i canali sono organizzati con una spaziatura di 10 kHz e ci sono alcune
frequenze saltate, attribuite ai radiocomandi oppure ai sistemi cercapersone, in Italia indicati rispettivamente come punto 4 e punto 5 dell'articolo 334 del D.P.R. 156/73 (detto anche Codice Postale). Questi canali vengono colloquialmente chiamati canali alpha e sono posizionati 10 kHz sopra i canali 3, 7, 11, 15 e 19.

#### Apparati a 34 canali
Canali presenti sui modelli CB a 34 canali (solo in parte condivisi coi modelli CB a 40 canali).
| Canale | Frequenza (MHz) | Canale | Frequenza (MHz) | Canale | Frequenza (MHz) | Canale | Frequenza (MHz) |
| ------ | --------------- | ------ | --------------- | ------ | --------------- | ------ | --------------- |
| 1      | 26,965          | 11     | 27,085          | 21     | 27,215          | 31     | 26,925          |
| 2      | 26,975          | 12     | 27,105          | 22     | 27,225          | 32     | 26,935          |
| 3      | 26,985          | 13     | 27,115          | 23     | 27,255          | 33     | 26,945          |
| 4      | 27,005          | 14     | 27,125          | 24     | 27,235          | 34     | 26,955          |
| 5      | 27,015          | 15     | 27,135          | 25     | 27,245          |        |                 |
| 6      | 27,025          | 16     | 27,155          | 26     | 26,875          |        |                 |
| 7      | 27,035          | 17     | 27,165          | 27     | 26,885          |        |                 |
| 8      | 27,055          | 18     | 27,175          | 28     | 26,895          |        |                 |
| 9      | 27,065          | 19     | 27,185          | 29     | 26,905          |        |                 |
| 10     | 27,075          | 20     | 27,205          | 30     | 26,915          |        |                 |

Queste frequenze non sono di utilizzo generico, ma sono da utilizzarsi per scopi specifici, come indicato dall'articolo 334 del Codice Postale e successive modificazioni.
- punto 1) in ausilio agli addetti alla sicurezza ed al soccorso sulle strade, alla vigilanza del traffico, anche dei trasporti a fune, delle foreste, della disciplina della caccia, della pesca e della sicurezza notturna:
  - 26,875 MHz
  - 26,885 MHz
- punto 2) in ausilio a servizi di imprese industriali, commerciali. artigiane ed agricole:
  - 26,895 MHz
  - 26,905 MHz
- punto 3) per collegamenti riguardanti la sicurezza della vita umana in mare, o comunque di emergenza, fra piccole imbarcazioni e stazioni di base collocate esclusivamente presso sedi di organizzazioni nautiche, nonché per collegamenti di servizio fra diversi punti di una stessa nave:
  - 26,915 MHz
  - 26,925 MHz
  - 26,935 MHz
- punto 4) in ausilio ad attività sportive ed agonistiche:
  - 26,945 MHz
  - 26,955 MHz
- punto 7) in ausilio delle attività professionali sanitarie ed alle attività direttamente ad esse collegate:
  - 26,855 MHz
  - 26,665 MHz

Le frequenze al punto 8 corrispondono ai primi 25 canali (in comune con gli apparati a 40 canali) e sono di utilizzo per scopi generali.

#### Apparati a 43MHz
Con il D.P.R. nº 107 del 29 aprile 1994, vengono assegnate delle frequenze per usi specifici, nella banda dei 43 MHz. Di proposito non vengono assegnate frequenze per l'uso come al punto 8 dell'art.334, per cercare di favorirne l'uso per scopi non generici.
- punto 1) in ausilio degli addetti alla sicurezza e al soccorso sulle strade, alla vigilanza del traffico anche dei trasporti a fune, delle foreste, della disciplina della caccia, della pesca e della sicurezza notturna:
  - 43,3000 MHz
  - 43,3125 MHz
  - 43,3250 MHz
  - 43,3375 MHz
  - 43,3500 MHz
  - 43,3625 MHz
- punto 2) in ausilio alle imprese industriali, commerciali, artigiane ed agricole:
  - 43,3750 MHz
  - 43,4125 MHz
  - 43,3875 MHz
  - 43,4250 MHz
  - 43,4000 MHz
  - 43,4375 MHz
- punto 3) per collegamenti riguardanti la sicurezza della vita umana in mare, o comunque di emergenza, fra piccole imbarcazioni e stazioni di base collocate esclusivamente presso sedi di organizzazioni nautiche, nonché per collegamenti di servizio fra diversi punti di una stessa nave:
  - 43,4500 MHz
  - 43,4750 MHz
  - 43,4625 MHz
  - 43,4875 MHz
- punto 4) in ausilio ad attività sportive ed agonistiche:
  - 43,5000 MHz
  - 43,5250 MHz
  - 43,5125 MHz
  - 43,5375 MHz
- punto 7) in ausilio delle attività professionali sanitarie ed alle attività direttamente ad esse collegate:
  - 43,5500 MHz
  - 43,5750 MHz
  - 43,5625 MHz
  - 43,5875 MHz

#### Apparati a 27MHz, 23 e 46 canali
All'inizio della storia della CB, i migliori apparati erano a 23 canali. Tuttavia, essendo le trasmissioni dei CB proibite, spesso le radio venivano modificate con altri 23 canali. Non sono rari comunque gli apparati in grado di coprire i 46 canali senza bisogno di modifiche.
| Canale | Frequenza | Canale | Frequenza | Canale | Frequenza | Canale | Frequenza |
| ------ | --------- | ------ | --------- | ------ | --------- | ------ | --------- |
| 1      | 26,965    | 14     | 27,125    | 26     | 27,285    | 38α    | 27,445    |
| 2      | 26,975    | 15     | 27,135    | 26α    | 27,295    | 39     | 27,455    |
| 3      | 26,985    | 15α    | 27,145    | 27     | 27,305    | 40     | 27,465    |
| 3α     | 26,995    | 16     | 27,155    | 28     | 27,315    | 41     | 27,475    |
| 4      | 27,005    | 17     | 27,165    | 29     | 27,325    | 42     | 27,485    |
| 5      | 27,015    | 18     | 27,175    | 30     | 27,335    | 42α    | 27,495    |
| 6      | 27,025    | 19     | 27,185    | 30α    | 27,345    | 43     | 27,505    |
| 7      | 27,035    | 19α    | 27,195    | 31     | 27,355    | 44     | 27,515    |
| 7α     | 27,045    | 20     | 27,205    | 32     | 27,365    | 45     | 27,525    |
| 8      | 27,055    | 21     | 27,215    | 33     | 27,375    | 45α    | 27,535    |
| 9      | 27,065    | 22     | 27,225    | 34     | 27,385    | 45β    | 27,545    |
| 10     | 27,075    | 22α    | 27,235    | 34α    | 27,395    | 46     | 27,555    |
| 11     | 27,085    | 22β    | 27,245    | 35     | 27,405    |        |           |
| 11α    | 27,095    | 23     | 27,255    | 36     | 27,415    |        |           |
| 12     | 27,105    | 24     | 27,265    | 37     | 27,425    |        |           |
| 13     | 27,115    | 25     | 27,275    | 38     | 27,435    |        |           |

I canali indicati col suffisso α e β non erano utilizzabili, quindi non entrano nel computo totale dei canali.
Il canale 11α a 27,095 kHz è utilizzato dal beacon del sistema ferroviario Eurobalise.

### Banda cittadina in UHF
In alcuni paesi, quali Australia, Nuova Zelanda, Vanuatu, e Malaysia, è disponibile un servizio di banda cittadina nella banda dei 477 MHz in UHF. Dotata inizialmente di una spaziatura di 40 canali, a partire dal 2011, da parte dell'ACMA (Australian Communications and Media Authority) la spaziatura dei canali sulla banda cittadina in UHF è stata espansa da 40 a 80 canali.
È stata selezionata la banda UHF (ma non la banda VHF) a causa della sua capacità di resistere alle interferenze atmosferiche e a quelle associate alla propagazione per onda di terra, a differenza dell'allocazione esistente a 27 MHz.